# Miroslav Đukić
Miroslav Đukić (também grafado Djukić) - em sérvio, Мирослав Ђукић (Šabac, 19 de fevereiro de 1966) é um ex-futebolista e atualmente técnico de futebol sérvio.

## Carreira

### Começo na Sérvia
Começou no Mačva Šabac em 1986, ficando três temporadas no clube de sua cidade, conquistando respeito no futebol doméstico iugoslavo. Chamou a atenção dos rivais da capital Belgrado, Partizan e Estrela Vermelha, mas o líbero optou por se transferir para o Rad. Ficou apenas uma temporada no novo clube, sendo logo contratado pelo Deportivo La Coruña, então um clube sem expressão da segunda divisão espanhola.

### Deportivo
Đukić ficaria os sete anos seguintes no Deportivo, sendo um dos grandes nomes do clube galego na década de 90: em sua segunda temporada, ajudou a equipe a subir para a Primeira Divisão. O Depor tornaria-se a grande sensação do futebol espanhol, montando um time que continha os brasileiros Mauro Silva e Bebeto. O sérvio, entretanto, acabaria tendo a infelicidade de perder o pênalti que daria o título na temporada 1993/94, na rodada final. O Barcelona acabou campeão. Em 1997, foi para o Valencia, onde ficaria nas seis temporadas seguintes. Quando o La Coruña finalmente conquistou seu primeiro - e único - título espanhol, em 1999, declarou que finalmente "teve paz na alma".[carece de fontes?]

## Seleção
Paralelamente, pela Seleção Iugoslava, estreou em 1991, pouco antes da inflamação das Guerras de Independências internas que levou a equipe a ser suspensa pela FIFA. A sanção acabou em 1994 e Đukić foi à Copa do Mundo de 1998, mas uma lesão o impediu de jogar. Finalmente, pôde representar seu país em um torneio na Eurocopa 2000, um ano antes de deixar a seleção.
Novos dolorosos vices vieram para Đukić: em 2000 e 2001, o Valencia chegou consecutivamente à final da Liga dos Campeões, mas perdeu ambas para Real Madrid e Bayern Munique, respectivamente. Um alento veio com o título espanhol de 2002, o primeiro do clube desde 1971. Đukić deixou o Valencia em 2003, indo para Tenerife. No clube das Canárias, jogou uma temporada e encerrou a carreira.

## Treinador
Tornou-se técnico em 2006, tendo treinado a Seleção sub-21 da recém-criada Seleção Sérvia, ajudando-a a classificar-se dramaticamente para o Campeonato Europeu de Futebol Sub-21: a classificação veio com uma goleada de 5 x 0 sobre a Suécia fora de casa, após ter perdido por 0 x 3 em Novi Sad. Em 2007, treinou o Partizan e entre 2007 e 2008 foi o treinador da equipe principal da Seleção Sérvia, substituindo o espanhol Javier Clemente.
Após deixar a seleção, treinou o Mouscron, Hércules e Valladolid.
Assumiu o comando do Valencia em junho de 2013, porém devido a baixo desempenho da equipe, foi dispensado em 16 de dezembro.